# Władimir Siergijenko
Władimir Siergijenko (ros. Владимир Сергиенко, ur. 21 marca 1956) – radziecki lekkoatleta,  specjalista skoku o tyczce, brązowy medalista halowych mistrzostw Europy z 1978.
Zdobył brązowy medal na halowych mistrzostwach Europy w 1978 w Mediolanie, przegrywając jedynie z Tadeuszem Ślusarskim z Polski i swym kolegą z reprezentacji ZSRR Władimirem Trofimienko.
Jego rekord życiowy w skoku o tyczce wynosił na otwartym stadionie 5,30 m (15 maja 1977 w Irkucku), a w hali 5,45 m (15 stycznia 1978 w Mińsku).